# Wygnańce
Wygnańce – wieś w Polsce położona w województwie lubelskim, w powiecie chełmskim, w gminie Leśniowice.
| SIMC    | Nazwa        | Rodzaj    |
| ------- | ------------ | --------- |
| 0105213 | Cztery Słupy | część wsi |
| 0105220 | Niwy         | część wsi |
| 0105236 | Poddębie     | część wsi |
| 1026148 | Podgarbie    | część wsi |
| 1026177 | Stara Wieś   | część wsi |

Wignanicze były wsią starostwa chełmskiego w 1570 roku. W latach 1975–1998 miejscowość administracyjnie należała do województwa chełmskiego. 
Wieś stanowi sołectwo gminy Leśniowice. Według Narodowego Spisu Powszechnego (III 2011 r.) liczyła 63 mieszkańców i była dwudziestą co do wielkości miejscowością gminy Leśniowice.
Wierni Kościoła rzymskokatolickiego należą do parafii św. Barbary w Turowcu.

## Historia
Wieś datowana na 1468 rok. Należała wówczas do Parafii Rzymskokatolickiej w Kumowie. W 1505 r. wymieniona jako Vyhnaycze. W 1564 r. występuje jako Wygnanice, a w roku 1650 - Vygnance, w 1884 r. napisano Wygnaniec. 
Według Słownika geograficznego Królestwa Polskiego z roku 1895, Wygnańce wieś z folwarkiem w powiecie chełmskim, gminie i parafii łacińskiej w Wojsławicach parafii greckokatolickiej w Turowcu, wieś posiadała młyn wodny i smolarnię, a także znaczną pasiekę w niej 200 uli ramowych. Była też we wsi szkoła początkowa. W r. 1827 spisano 18 domów zamieszkałych przez 84 mieszkańców. Dobra Wygnaniec zostały od r. 1854 wydzielone z dóbr Wojsławice. Rozległość dominalna wynosiła w roku 1880 3103 mórg na co składały się grunta orne i ogrody 831 mórg, łąki 179 mórg lasu mórg 2040. Nieużytki stanowiły 53 morgi. Budynków w dobrach było: murowanych 6, drewnianych 34. Płodozmian w uprawach 9. i 13. polowy. Las według opisu urządzony w dobrach pokłady torfu i wapna. Wieś Wygnaniec wchodziła w skład dóbr Leszczany, mając wówczas 30 osad z 530 morgami gruntu.